# Acropimpla uttara
Acropimpla uttara är en stekelart som beskrevs av Gupta och Tikar 1976. Acropimpla uttara ingår i släktet Acropimpla och familjen brokparasitsteklar. Inga underarter finns listade i Catalogue of Life.